# Baie de Matavai
Die Matavai-Bucht, französisch Baie de Matavai, einheimisch Ha’apape, ist eine Bucht an der Pointe Vénus im Norden Tahitis. Sie wird von einem Strand aus feingemahlenem Basalt umgeben. Im Süden wird die Bucht durch den One Tree Hill begrenzt, im Norden durch eine Landzunge, genannt Pointe Vénus, auf der sich ein 1867 errichteter Leuchtturm befindet.
Der britische Seefahrer James Cook ging hier auf seiner ersten Reise in die Südsee am 10. April 1769 mit der Endeavour vor Anker. Die Insel und die Bucht waren von Samuel Wallis zwei Jahre zuvor entdeckt worden. Cooks Auftrag war die Beobachtung eines Venus-Transits am 3. Juni 1769, woran heute eine Gedenksäule erinnert.
Cook ankerte hier auf seiner zweiten Reise mit den Schiffen Resolution und Adventure. Im Juli 1776 besuchte er abermals Tahiti.
Am 27. Oktober 1788 kam die Bounty unter William Bligh in die Bucht, die er schon von Cooks dritter Reise in die Südsee her kannte. Unter der Leitung des Botanikers David Nelson wurden Brotfruchtschösslinge gesammelt.
Im September 1789 kehrte die Bounty unter dem Kommando des Meuterers Fletcher Christian zurück.
Am 23. März 1791 erreichte die Pandora unter Edward Edwards auf der Suche nach den Beteiligten der Meuterei auf der Bounty die Bucht.